# Le Spectre aux balles d'or
Le Spectre aux balles d'or est le douzième album de la série de bande dessinée Blueberry de Jean-Michel Charlier (scénario) et Jean Giraud (dessin). Il a été publié en 1972. C'est le dernier du cycle de L'or de la sierra (deux tomes). Cet album et le précédent, La Mine de l'Allemand perdu, ont également été publiés en diptyque : Les Monts de la Superstition. Il serait inspiré de la légende américaine de la mine d'or du Hollandais perdu et du roman de James Oliver Curwood Les Chasseurs d'or.

## Résumés

### Court
En 1868, malgré la menace de bandes apaches, Blueberry et MacClure parcourent un désert de l'Ouest américain pour arrêter « Prosit » Luckner, un meurtrier à la recherche d'une fabuleuse mine d'or. Leur prisonnier Wally Blount, un tueur sans scrupule, forge lui aussi des plans pour mettre la main sur la mine. Tous les quatre s'enfoncent dans la mesa du Cheval mort, ignorant qu'un « spectre aux balles d'or » la protège.

### Détaillé
En première page dessinée de l'album, le scénariste revient sur les évènements survenus dans l'album La Mine de l'Allemand perdu.

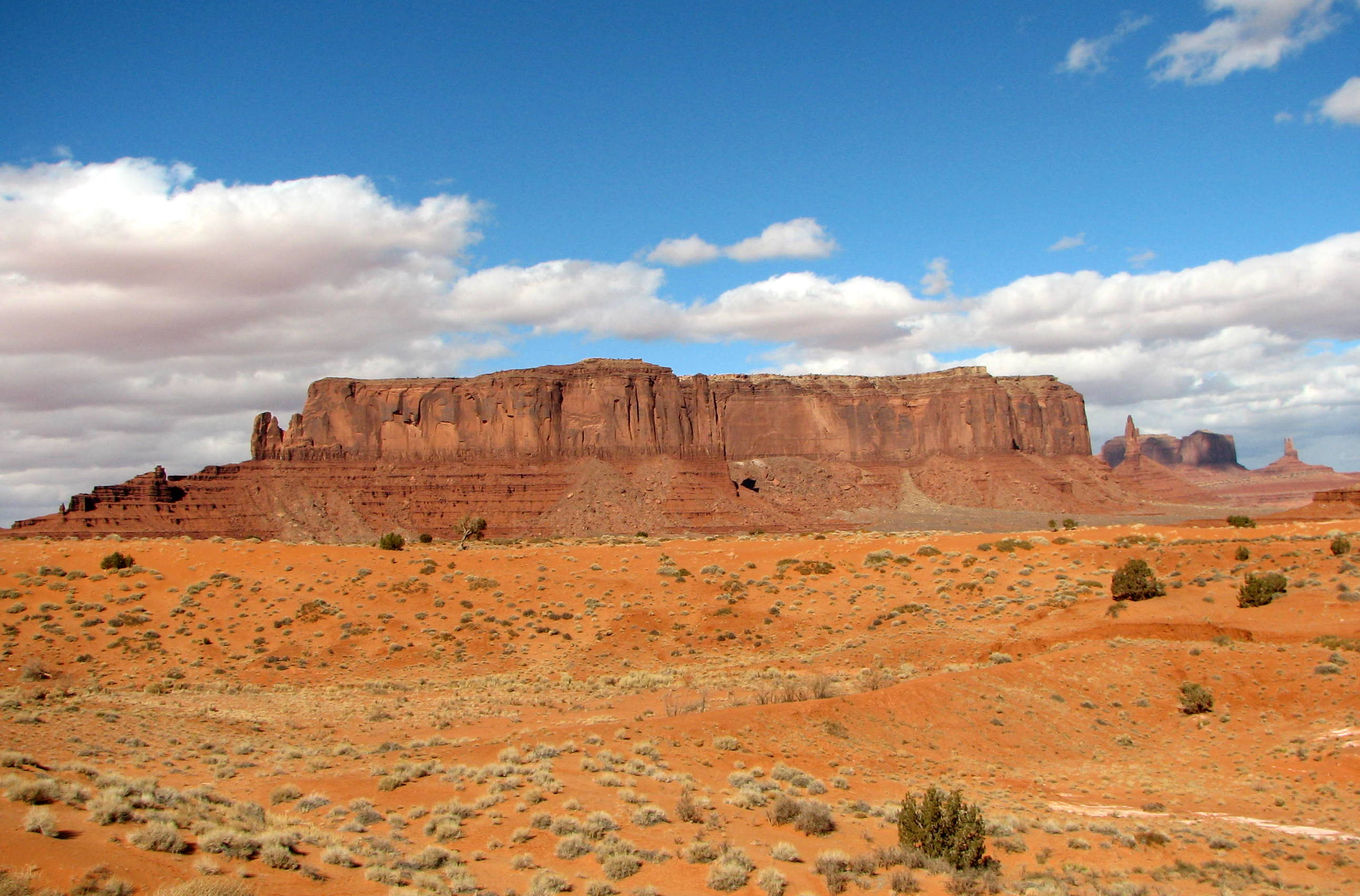
La Mesa de la Sentinelle à Monument Valley, Arizona, États-Unis.

Blueberry, MacClure et Wally parviennent à trouver une source d'eau potable au pied d'une mesa. Pendant qu'ils s'abreuvent, Luckner provoque un éboulement de pierres : les trois se protègent des chutes de pierres en se collant à la paroi de la mesa. Profitant de la poussière soulevée, ils montent une mise en scène où ils semblent morts. Ils font ainsi Luckner prisonnier. 
Luckner propose la moitié de la mine d'or à Blueberry, mais ce dernier est plutôt réticent. Leur discussion est coupée par l'arrivée d'un contingent apache. Les quatre décident de se diriger vers la mesa du Cheval mort, là où se situe la prétendue mine d'or. Alors que les Apaches resserrent leur étreinte, les trois hommes armés font feu et chaque coup porte, car ce sont des « tireurs exceptionnels ». 
Voyant leur situation peu enviable, Wally décide d'abattre les chevaux de Blueberry et de MacClure, car ce sont des « idiots coriaces, le temps que la meute qui [les] poursuit en vienne à bout », il sera loin avec Luckner. MacClure refuse de laisser Blueberry seul en arrière. Il le convainc de sauter sur son cheval, malgré le refus de Blueberry : « Si tu crois qu'on va aller loin sur ce canasson ! » Alors que tous se dirigent vers la mesa du Cheval mort, plusieurs Apaches s'arrêtent subitement, car pour eux « LA MESA EST MAUDITE ! »

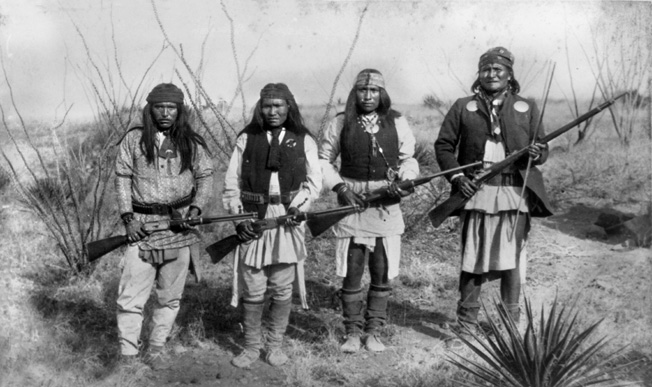
Des Apaches en 1886, Geronimo est à la droite.

Après avoir chevauché dans les contreforts de la mesa et atteint un plateau, Wally fait une « proposition » à Luckner : « L'or pour moi, la vie sauve pour toi ! » Celui-ci accepte à contrecœur, et Wally lui impose un « stimulant » : « tu n'auras plus une goutte d'eau d'ici qu'on trouve l'or ! » Alors que les hommes bivouaquent, ils entendent un « lointain hurlement qui vient glacer le sang ». MacClure affirme que, de toute sa vie de coureur de piste, il n'a « jamais entendu aucun être humain, ni aucun animal hurler aussi horriblement à la mort ! »
Le lendemain, Wally et Luckner reprennent leur progression dans la mesa. Ils s'arrêtent brusquement, car une balle « en or pur » a raté Wally de peu. Il est intrigué par celui qui peut tirer de telles balles et envoie Luckner en mission : lancer une demi-cartouche de dynamite dans une galerie rocheuse. Après l'explosion, ils découvrent qu'elle possède deux extrémités. À l'autre bout, une hache vient couper le chapeau de Luckner. Les deux hommes renoncent à confronter le « rascal ».
Lorsqu'ils approchent de « [la] grande dune », Luckner affirme qu'il faut la franchir et suggère à Wally de passer devant. Devant le refus de ce dernier, Luckner s'exclame : « Tout me revient maintenant !... Attaquer la dune par le milieu est la mort certaine ! » Furieux, Wally frappe Luckner pour lui avoir fait courir ce danger. Après avoir passé sa rage, il l'envoie fabriquer une fausse piste sur la dune : « c'est peut-être le moyen de dépister le tueur qui nous traque ! » Luckner s'exécute à contrecœur et découvre un serpent à sonnette dans un creux. Il le capture secrètement, car il croit avoir trouvé un moyen de tuer Wally.

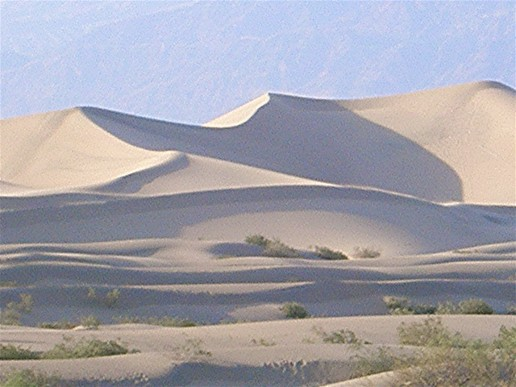
Dunes de la vallée de la Mort en Californie.

Lorsque Blueberry et MacClure atteignent la grande dune, ils décident de la franchir en suivant les traces de pas laissées par Luckner. Alors que Blueberry monte, une partie de la dune s'effondre : « Avec une rapidité stupéfiante, les nappes de sable fluide, glissant silencieusement, commencent d'engloutir Blueberry ». MacClure lui lance un lasso qu'il attache à son cheval et extrait Blueberry du sable qui menaçait de l'engloutir à tout moment.
De leur côté, Luckner et Wally ont emprunté un passage dérobé. Alors qu'ils montent, un « énorme bloc de pierre » dévale en leur direction. Ils sont sauvés in extremis par un étranglement. Pour continuer leur progression, ils font sauter le bloc. Ils découvriront plus tard que le bloc a été taillé dans la pierre et qu'il a suffi de quelques coups de barre à mine pour le faire basculer dans leur direction.
Le bruit de l'explosion a permis à Blueberry et MacClure de déterminer que les deux hommes sont toujours vivants. En inspectant les parois du cirque rocheux où ils se trouvent, MacClure découvre le passage.
Alors que le soir tombe sur la mesa, Luckner explique à Wally qu'il ne sait pas où se trouve exactement la mine d'or. Wally est certain qu'il y parviendra, sinon il sera mort de soif bientôt. De plus, Wally explique son nouveau plan pour piéger celui qui les attaque : l'homme étant à pied, il pourra le forcer « sans peine à la course ». Les deux hommes installent un bivouac sur un monticule et y font « un feu de tous les diables ». Un mannequin imitant Wally est installé dans une position couchée sous des couvertures, alors que lui veillera à un endroit proche d'où il pourra facilement surveiller les environs. De son côté, Luckner prépare son plan pour tuer Wally. Il lui suggère de laisser ses bottes dépasser des couvertures. Ainsi, le mannequin sera plus réaliste, mais cela permettra à Luckner de déposer le serpent à sonnette dans l'une des bottes. Cependant, les deux ignorent qu'ils sont observés par un homme décharné qui a recours à une « vieille longue vue ».
Alors que Blueberry, plus loin, s'étonne de la grande visibilité qu'offre le bivouac à un tireur embusqué, Wally fait le guet. Soudainement, l'homme décharné tire une balle dans le tonnelet d'eau des deux hommes. Wally le pourchasse à cheval, en vain. De retour au bivouac, il s'étonne de la présence de Luckner. Celui-ci lui réplique que « Tu aurais eu tôt fait de me rattraper et de me régler mon compte ! »

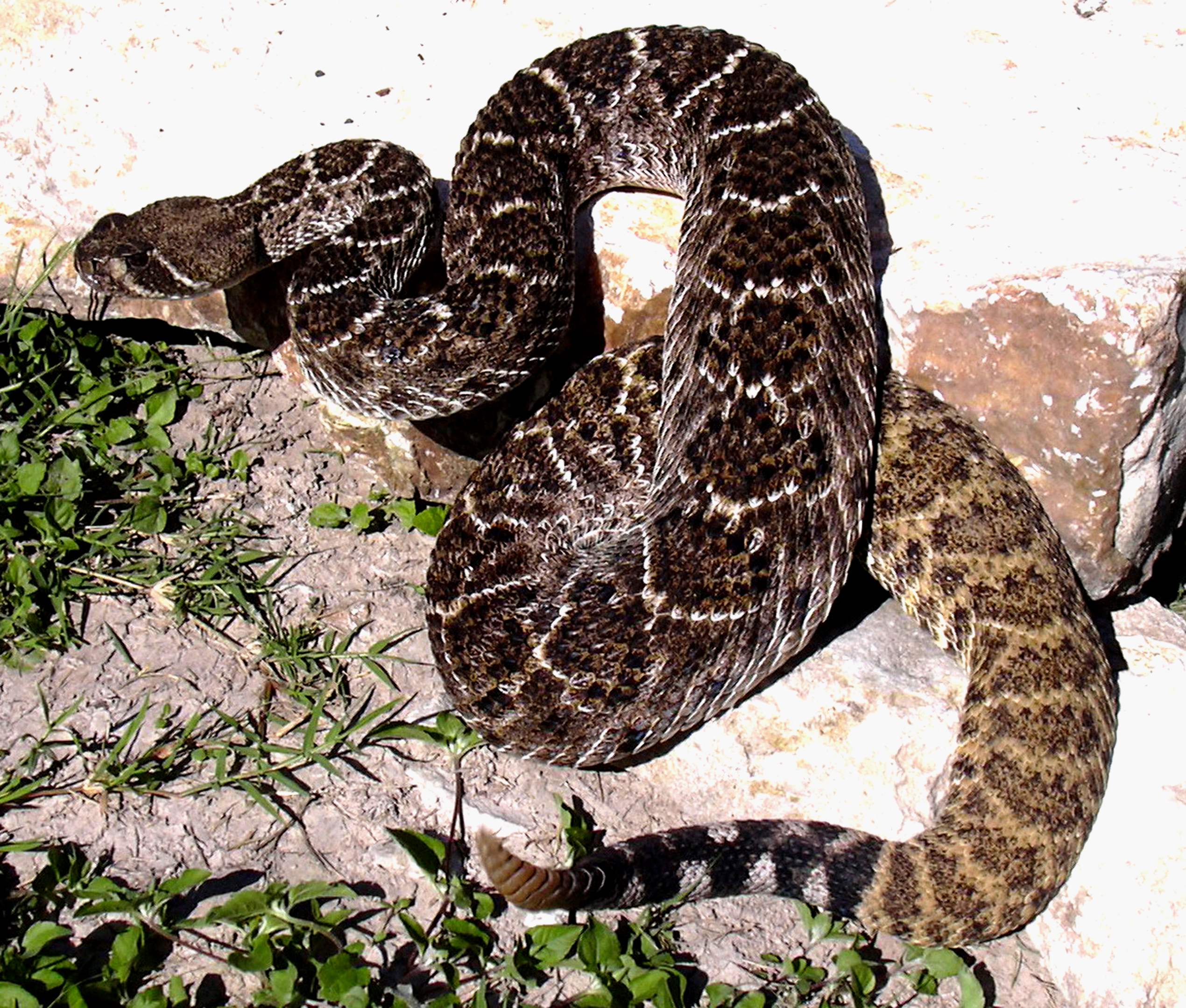
Serpent à sonnettes en position d'attaque.

Lorsque Wally enfile l'une de ses bottes, le serpent à sonnette le mord. Luckner profite de son désarroi pour lui prendre son fusil et l'oblige à effectuer une « danse de mort » à coups de fusil. Peu après, Luckner se met en selle à la recherche de la mine d'or. Alors qu'il chevauche dans la mesa, il réfléchit à l'homme qui les attaque : « Cette "chose" serait vraiment un... un FANTÔME ! »
Luckner doute de pouvoir trouver la mine avant que sa réserve d'eau ne soit épuisée, mais comprend que le tireur connaît l'emplacement. En quadrillant les alentours, il découvre la fosse dans laquelle l'homme se cachait, recouvert d'épineux. Luckner suit alors les traces de pas laissées par l'homme.
Blueberry et MacClure découvrent Wally presque mort. En voyant le serpent à sonnette « coupé en deux », ils comprennent qu'il a été mordu. Ils rouvrent la plaie pour en faire couler du sang et la cautérisent à l'aide d'un tison. Wally, délirant, leur révèle que la mine d'or est protégée par « un spectre », avant de mourir. 

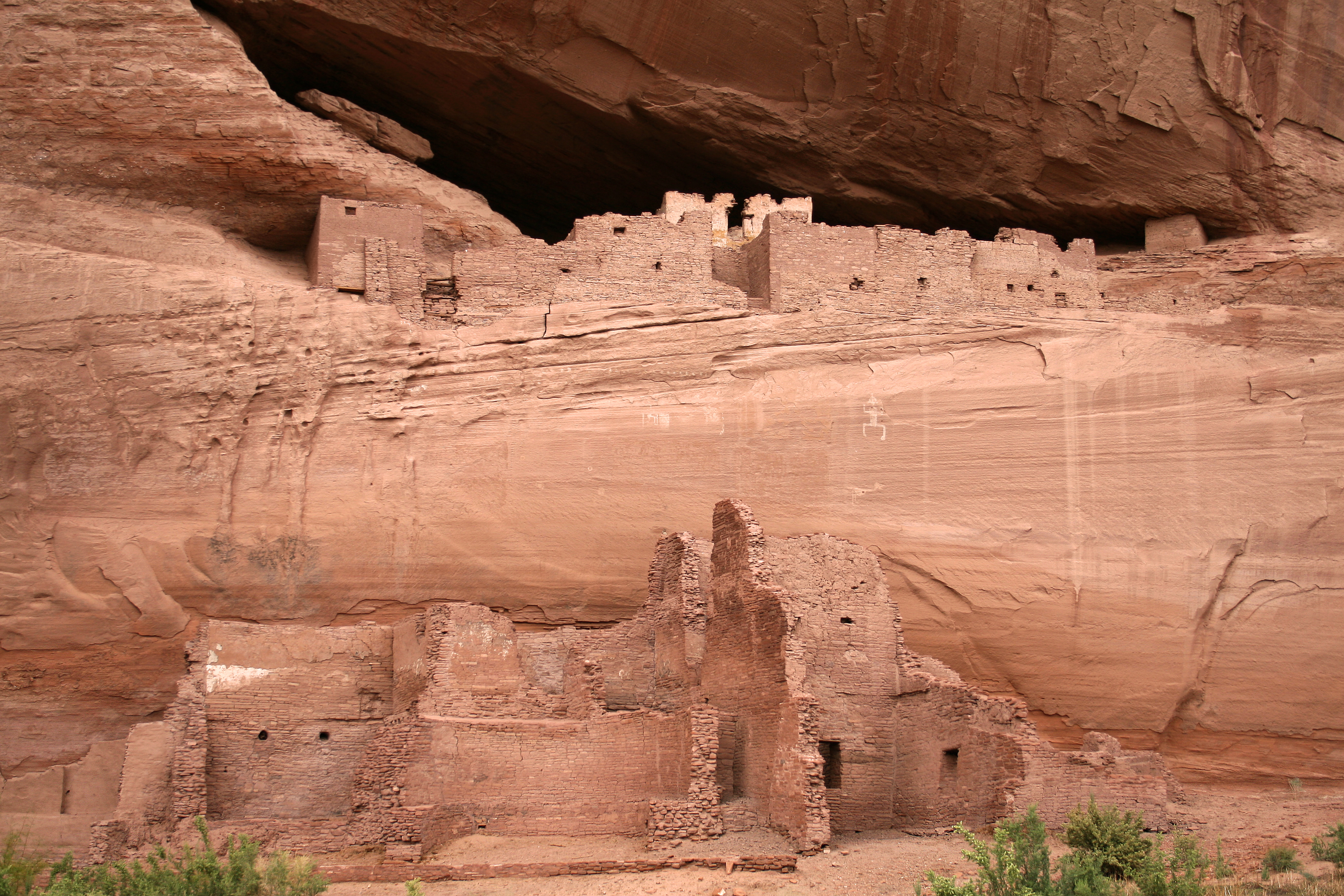
En arrière-plan se situent les ruines d'un village troglodyte dans le Canyon de Chelly.

Luckner, en voyant un monolithe, se demande si « les traces du spectre » l'ont mené à cet endroit par hasard. Il revoit des évènements passés, mais sans les préciser : « Ce coin maudit me flanque la frousse ! » Après plusieurs heures de chevauchée dans une « chaleur torturante », il découvre un village pueblo troglodyte et soupçonne qu'il sert de « repaire au spectre ».
Luckner découvre un passage qui le mène au pied de la montagne abritant le village. Même s'il se doute qu'il est surveillé, il se rapproche de la montagne. Lorsqu'une balle vient se planter dans la terre à ses pieds, il se colle contre un monolithe situé à mi-distance du pied de la montagne. Chaque fois qu'il tente de s'en éloigner, des balles bien ajustées sifflent à ses oreilles. Il demeure ainsi pendant des « heures interminables » sous les chauds rayons du soleil.
Alors que l'obscurité s'approche, MacClure suggère à Blueberry de « tourner bride ». Blueberry remarque que MacClure a peur, ce que celui-ci confirme : « ce spectre aux pieds nus... ces balles d'or [...] J'AI LA TROUILLE ! » Blueberry préfère continuer, même seul, dans le but d'arrêter Luckner.
La nuit venue, Luckner se dirige à la course et silencieusement vers le village. Une fois rendu sur le toit de l'une des habitations, il insère plusieurs bâtons de dynamite dans l'une des failles de la voûte qui surplombe le village. Au moment où il se prépare à mettre le feu au cordon, il se rend compte que le spectre ignore qu'il se trouve dans le village. De plus, « [l'entrée] de la mine donne peut-être dans ces ruines ! » Enhardi par la perspective de trouver l'or, il se met à explorer discrètement le village. C'est ainsi qu'il découvre une kiva où un feu brûle. 

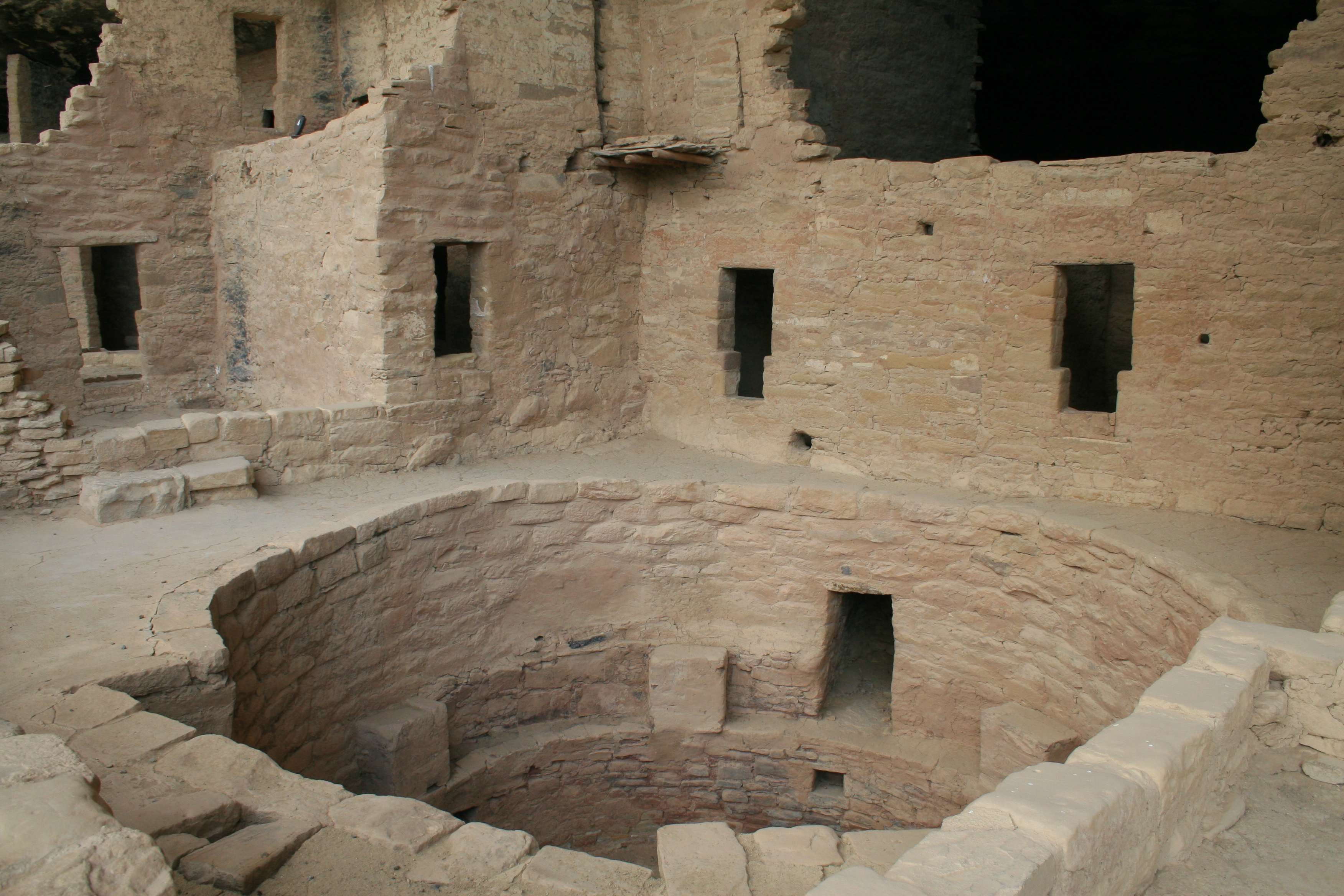
Kiva vue du haut dans le parc national de Mesa Verde aux États-Unis.

S'approchant lentement et en silence de la kiva, il y découvre un creuset dans lequel se trouve « de l'or en fusion », « DES MILLIERS DE DOLLARS D'OR FONDU ! » Voyant un mouvement sous une couverture, il vide le chargeur de son fusil sur le corps d'un homme endormi. Il se précipite alors pour boire de l'eau dans une jarre. À son profond dégoût, il y découvre un « gila monster » à moitié décomposé, rendant l'eau imbuvable. À ce moment, l'échelle qui permet de sortir de la kiva est relevée. Luckner essaie de tirer des balles, mais le chargeur de son fusil est vide. 
Luckner découvre le cadavre desséché d'un Indien sous la couverture, le mouvement était causé par un chuckwalla. Il crie à tue-tête vers le haut de la kiva et une voix lui répond : « DU MÖRDER [...] NUN... RACHE ! » . En entendant cette voix, Luckner se souvient de cet homme : « Il agonisait le crâne ouvert et le sable du désert buvait son sang ! » Il sait qu'il n'a aucune pitié à en espérer.
Le lendemain matin, MacClure entend un hennissement, ce qui permet aux deux hommes de trouver les chevaux de Luckner et de découvrir le village troglodyte. Après avoir pris le cheval dans le meilleur état, Blueberry souhaite retrouver l'homme « aux pieds nus », alors que MacClure préférerait attendre Luckner à l'endroit où se trouvent les chevaux.
Dans la kiva, Luckner forge un plan pour attirer son geôlier : il crie qu'il meurt de soif. L'autre, méfiant, lui réplique sans se montrer. Cependant, Luckner a remarqué que le haut de la kiva est près de la voûte : il tire à travers l'ouverture en direction de l'homme. Les balles ricochent sur la voûte rocheuse et l'une d'elles vient le toucher à la tête, et il s'enfuit en hurlant de douleur.
Blueberry et MacClure ont entendu le bruit de la fusillade. Alors que MacClure cache les chevaux dans une grotte, Blueberry escalade la paroi rocheuse pour s'approcher de Luckner et de l'autre homme. Mais MacClure révèle involontairement leur présence à Luckner en appelant d'une voix forte Blueberry. Les deux commencent à inspecter le village et trouvent des traces de sang qui les mènent à une cavité sans issue. Cependant, Blueberry remarque la trace laissée par une main ensanglantée. En appuyant au même endroit, il fait pivoter une porte en pierre. À l'intérieur de la galerie, MacClure découvre « un filon d'or pur » sur l'une des parois. Même si Blueberry reconnaît qu'ils sont riches, il affirme qu'« il faut d'abord en finir ».

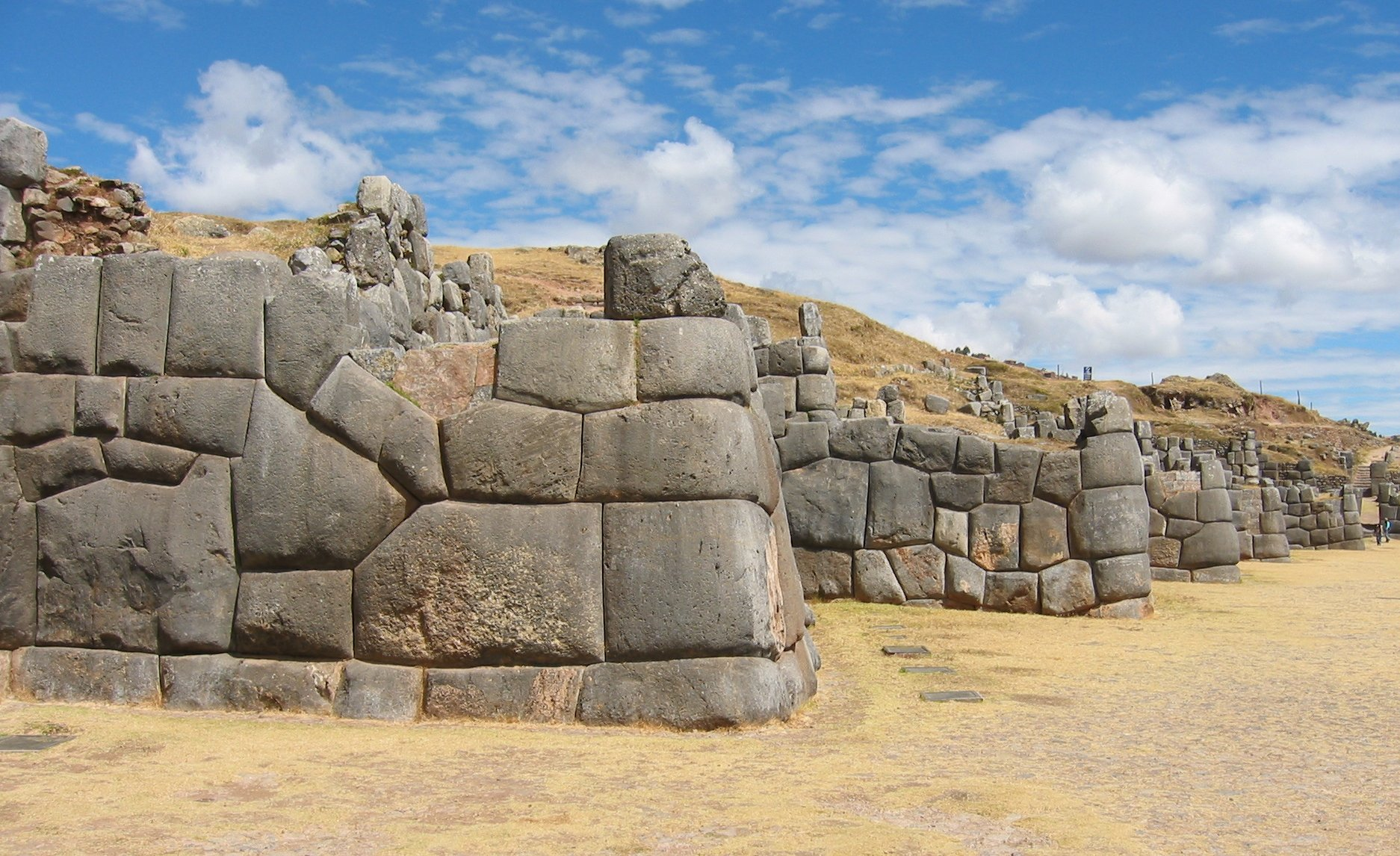
Murs des ruines de Sacsayhuamán, ancienne forteresse inca près de Cuzco.

Au bout de la galerie d'accès, les deux hommes découvrent une salle où coule de l'eau. Ils y découvrent également un homme gisant sur le dos qui se présente comme « le baron... W... WERNER AMADEUS V... VON LUCKNER ! » Il affirme que son domestique, Gustaaf Hazel, l'a tué auparavant. Le baron, d'origine prussienne, raconte qu'il cherchait un moyen de refaire sa fortune et qu'il est tombé par hasard sur « les archives d'un vieux monastère » à Tolède. Sur une carte étaient tracées des indications qui menaient à une mine d'or exploitée jadis par les Aztèques. Accompagné de son domestique, il avait traversé l'océan Atlantique et était parvenu à atteindre la mesa du Cheval mort, où il avait finalement découvert la mine d'or. Cependant, son domestique, « en voyant les énormes pépites d'or » qu'il ramenait, tenta de lui « arracher le secret de l'or ». C'est ainsi qu'il avait reçu un coup de pelle ronde à la tête. Par la suite, un vieil Indien l'avait découvert et soigné, « mais tout était brouillé dans [sa] tête ». C'est dans cet état qu'il a tué « quelques malheureux sauvages » qui exploraient la mesa du Cheval mort. Et lorsqu'il a revu son ancien domestique, il a éprouvé le désir de se venger. Au début, il voulait le tuer, mais a finalement préféré « une mort plus lente et plus cruelle ! » C'est ainsi qu'il est parvenu à l'attirer dans la kiva.

 
De son côté, « Prosit » est parvenu à sortir de la kiva à l'aide d'un système précaire. Par la suite, il découvre lui aussi les traces de sang qui mènent à la porte pivotante. Cependant, il se méfie de ce qui l'attend derrière la porte. Il décide alors de la bloquer en insérant un couteau entre la porte et le cadre. Peu après, Blueberry découvre la porte bloquée et un message gravé au couteau : 

« Je penserai à votre agonie en Europe en dépensant mon or.

Prosit »

« Prosit » se dépêche de transporter une importante quantité d'or au pied de la montagne. Son travail fait, il fait sauter les bâtons de dynamite qu'il avait auparavant insérés dans une faille de la voûte du village. Lorsque les charges explosent, il s'exprime : « Nul ne saura jamais où sont passés Blueberry et MacClure ! » Dans la grotte, Blueberry se rend compte que « Prosit » a fait exploser la voûte et demande au baron s'il existe une autre issue, mais ce dernier est agonisant.
Le lendemain, alors que « Prosit » s'éloigne de la mesa, il croit que les bandes apaches ont abandonné leur veille, mais il se trompe. Il tente de leur échapper tout en ne pouvant se résoudre à abandonner les pépites d'or. Quand des Apaches sont près de le capturer, des soldats interviennent, coupant leur élan. Une fois les Apaches repoussés, le responsable des soldats demande à « Prosit » s'il connaît Blueberry, ce que celui-ci feint d'ignorer.
« Trois semaines plus tard, à 2 500 kilomètres de là », « Prosit » fête, la nuit durant, ses derniers moments sur le continent américain, car il se prépare à le quitter pour l'Europe. En route vers le port, il souligne de façon pompeuse son départ, escorté par « un bruyant cortège ». Au moment où il s'apprête à mettre le pied sur un voilier, il est subitement arrêté par deux hommes, Blueberry et MacClure. « Prosit » essaie d'échanger sa liberté contre sa fortune, en vain.

## Personnages principaux
- Blueberry : lieutenant de cavalerie affecté au poste de shérif de Palomito[31]. Il recherche « Prosit » Luckner pour différents meurtres qu'il a commis.
- Gustaaf Hazel dit «Prosit » Luckner : domestique du vrai Luckner, qu'il a laissé pour mort et dont il a usurpé l'identité. Se présente comme le rejeton dévoyé d'une grande famille prussienne. Prétendument ancien officier, médecin, géologue, mais surtout escroc et canaille à part entière[32]. Il est à la recherche d'une mine d'or légendaire, cachée au plus profond des monts de la Superstition en Arizona, la montagne sacrée des Apaches.
- MacClure : vieil homme alcoolique[33] et compagnon d'aventures de Blueberry.
- Wally Blount : chasseur de primes[34].
- Bandes apaches : Indiens prêts à tuer tout homme blanc qui s'approche des monts de la Superstition, endroit sacré pour eux.
- Werner Amedeus von Luckner, « Le spectre aux balles d'or » : C'est lui le vrai Luckner, dont le surnommé Prosit  a usurpé l'identité après l'avoir laissé pour mort. Homme fou vivant dans la mesa du Cheval mort.

## Éditions
- Le Spectre aux balles d'or, 1972, Dargaud, 54 p. 
  - Réédition en 1998.  (ISBN 978-2-205-04340-2)

## Adaptation
Ce tome a été adapté en jeu vidéo par Coktel Vision en 1987 sous le titre Blueberry : Le Spectre aux balles d'or.